# Podział logiczny
Podział logiczny danego pojęcia jest to układ przynajmniej dwóch pojęć względem niego podrzędnych i zarazem między sobą równorzędnych.
Lub wyrażając to dokładniej:
Podział logiczny pojęcia A jest to układ pojęć: a1, a2, ..., an taki, że: każde a1 jest A i każde a2 jest A, i każde an jest A, przy czym nieprawda, że każde A jest a1 i nieprawda, że każde A jest a2, itd.
Pojęcie, którego podziału dokonujemy (w naszym przypadku: A), nosi nazwę całości dzielonej (łac. totum divisionis), zaś  pojęcia a1 …  an to człony podziału (membra divisionis).
Przykładowo: Układ pojęć „kobieta” i „mężczyzna” jest podziałem logicznym pojęcia „człowiek”, ponieważ dwa pierwsze pojęcia są podrzędne zakresowo względem trzeciego. Inaczej to wyrażając: każdy mężczyzna jest człowiekiem i każda kobieta jest człowiekiem, oraz zarazem nieprawda, że każdy człowiek jest mężczyzną i nieprawda, że każdy człowiek jest kobietą.

## Warunki poprawności podziału logicznego
Aby dany układ pojęć był podziałem logicznym, musi być przeprowadzony:
- wedle jednego z dwóch tylko możliwych kryteriów podziału:
  - układu cech sprzecznych lub układu modyfikacji cechy,
- oraz spełniać dwie grupy warunków:
  - dotyczących jego struktury, tzw. warunków formalnych;
  - dotyczących jego treści, tzw. warunków materialnych.

### Kryterium podziału
Podziałem logicznym danego pojęcia nie jest dowolny układ pojęć względem tego pojęcia podrzędnych lecz układ takich pojęć, wyznaczony za pomocą  jednego z dwóch następujących kryteriów:
- odpowiedniego układu cech sprzecznych – cech a i nie-a – zwanego dychotomią platońską (inaczej: podziałem dwudzielnym lub podziałem dychotomicznym).

Przykładem podziału tego rodzaju może być podział liczb naturalnych na parzyste i nieparzyste.
- układu modyfikacji danej cechy – zwanego podziałem wieloczłonowym

modyfikacją cechy a są cechy: a1, a2, ..., an.
Przykładem podziału tego rodzaju może być podział pojęcia "nauczyciel" w oparciu o kryterium przedmiotowo-dydaktyczne: nauczyciel języka polskiego, nauczyciel języka niemieckiego, nauczyciel matematyki, nauczyciel chemii, nauczyciel fizyki , nauczyciel…, itd.

### Formalne warunki poprawności podziału logicznego
Aby podział logiczny był poprawny spełniać musi cztery warunki:
1 warunek jednoznaczności, który jest spełniony wtedy tylko, gdy podział jest przeprowadzony według jednej zasady – warunek ten zwany jest również warunkiem jedyności zasady;
Przykłady podziału nie przeprowadzonego wedle jednej zasady:
Literatura naukowa dzieli się na krótką i na złą;
Ludzie dzielą się na inteligentnych i takich, co słodzą kawę;
Samochody dzielimy na osobowe, dostawcze, dostawczo-osobowe i pływające.
2 warunek ekonomiczności, który spełniony jest gdy każda para jego członów pozostaje w zakresowym stosunku wykluczenia – warunek ten nazywamy również warunkiem rozłączności;
Przykład podziału gwałcącego warunek ekonomiczności:
Nauki dzielimy na matematyczne, przyrodnicze, społeczne, humanistyczne, inżynieryjne, medyczne i filozoficzne. (Błąd: filozoficzne zaliczane są do humanistycznych, a niekiedy humanistyczne utożsamiane są ze społecznymi).
3 warunek zupełności, który jest spełniony wtedy tylko, gdy suma logiczna wszystkich jego członów jest zakresowo tożsama z całością dzieloną.
Przykład podziału gwałcącego warunek zupełności:
Zwierzęta dzielimy na futerkowe, opierzone, mające pancerz. (kontrprzykład  – ryby)
4 warunek nasycenia oznaczający, iż każdy człon podziału musi zawierać jakiś element. 
Przykład pogwałcenia zasady nasycenia:
Ludzi dzielimy na mających ponad trzy metry wzrostu i niższych.

#### Wyższość podziału dychotomicznego nad wieloczłonowym
Z przedstawionych wyżej rodzajów podziału – dychotomicznego i wieloczłonowego – ten pierwszy ma szczególne znaczenie, ponieważ zawsze spełnia on trzy formalne warunki poprawności. W każdym takim podziale pojęcia A na pojęcia a i nie-a występuje tylko jedna zasada, spełniony jest zatem warunek pierwszy, jednocześnie człony tego podziału tworzą parę pojęć sprzecznych  – wykluczają się – zatem są rozłączne, człony tego podziału również się dopełniają – ich suma logiczna jest zakresowo tożsama z całością dzieloną: a + ~a = A. Jedynym błędem formalnym na jaki narażone są podziały dychotomiczne jest groźba nienasycenia jednego z członów.

### Materialne warunki poprawności podziału logicznego
Poprawność formalna podziału jest jego warunkiem koniecznym ale nie wystarczającym.  Niezbędnym jest jeszcze spełnienie
1 warunku naturalności, który dotyczy głównie kryteriów podziałów. Kryteria te muszą być istotne ze względu na dany cel poznawczy.
Dla znakomitej większości pojęć opisujących rzeczywistość kulturową, a w szczególności dla pojęć otwartych cechą charakterystyczną ich desygnatów jest ich różnorodność.
Przykładowo, podział logiczny pojęcia „człowiek” przeprowadzać można według wielu kryteriów (płeć, wiek, kolor skóry, poziom inteligencji, wzrost, itp.)
Zgodnie z warunkiem naturalności, kiedy chcemy np. dokonać selekcji kandydatów na pracowników w firmie ochroniarskiej, za kryterium/kryteria takie uznamy przykładowo wiek, wykształcenie, czy sprawność fizyczną.
Kryterium mało istotnym byłby np. kolor owłosienia na stopach czy posiadanie piegów na plecach. Jednakże w innych przypadkach (np. szczególnych upodobań seksualnych) te dwie ostatnio wymienione cechy mogą mieć znaczenie istotne, w przeciwieństwie do cech wymienionych wcześniej.
Oprócz warunku naturalności, istotny jest jeszcze jeden:
2 ograniczonej szczegółowości podziału, zgodnie z którym podział nie powinien być nadmiernie szczegółowy, ze względu na dany cel poznawczy.

### Podział logiczny, klasyfikacja i systematyka
Z formalnego punktu widzenia podział logiczny, klasyfikacja i systematyka mają ze sobą wiele wspólnego, bowiem klasyfikacja jest po prostu bardziej złożonym podziałem logicznym, a systematyka bardziej złożoną klasyfikacją. Ze względu na tę własność zaproponować można następującą definicję:
Klasyfikacja logiczna jest to układ przynajmniej dwóch różnych podziałów logicznych tego samego pojęcia.

#### Odmiany klasyfikacji
Wyróżnia się trzy podstawowe: jednopoziomową, wielopoziomową oraz systematykę.

##### Klasyfikacja jednopoziomowa
Klasyfikację logiczną będącą pojedynczym podziałem logicznym nazywa się klasyfikacją jednopoziomową (jednopiętrową).

##### Klasyfikacja wielopoziomowa
Klasyfikację logiczną będącą układem przynajmniej dwóch podziałów logicznych nazywa się klasyfikacją wielopoziomową (wielopiętrową).

##### Systematyka
Systematyka jest to klasyfikacja wielopoziomowa, w której kolejność poziomów jest wyznaczana przez jedną, odpowiednio istotną, zasadę.  (Np. systematyki roślin i zwierząt).

### Podział logiczny idealny i podział logiczny realny
Pojęcia podziału logicznego idealnego i klasyfikacji idealnej odnoszą się do logiki formalnej, zaś pojęcia podziału realnego i klasyfikacji realnej do podziałów i klasyfikacji będących wynikami badań w zakresie nauk empirycznych. (W skrótowej formie, zamiennie w miejsce określeń  „podział logiczny idealny” i „podział logiczny realny” używa się też określeń „podział logiczny” i „podział realny”, i odpowiednio „klasyfikacja logiczna” i „klasyfikacja realna”.)
Zasadniczą różnicą pomiędzy nimi jest stosunek do trzech formalnych warunków poprawności logicznej podziału.
Pojęcie podziału logicznego idealnego traktuje każdy z tych warunków jako bezwzględnie istotny – bez spełnienia któregokolwiek z nich podział logiczny nie istnieje.
Zaś jeśli chodzi o podział realny, to bezwzględnie koniecznym jest jedynie warunek pierwszy, czyli warunek jedyności kryterium. Dwa pozostałe, rozłączności i zupełności, wymagane są w granicach faktycznej możliwości ich realizacji.
Podziały i klasyfikacje realne stosowane są wszędzie tam, gdzie nie można spełnić warunków zupełności i rozłączności. Ma to miejsce szczególnie w tych dziedzinach, które badają i opisują rzeczywistość a nie dzieje minione.
Przykładowo, ponieważ znane są wszystkie pisma Augusta Comte’a można na ich podstawie zrekonstruować podział logiczny pojęcia socjologia (tak jak ją Comte widział), i wszystkie trzy formalne warunki podziału będą tu spełnione.
Nie można jednak zaproponować współcześnie podziału logicznego pojęcia socjologia, bowiem wyłaniają się w jej ramach nowe gałęzie, specjalności i subspecjalności. To, co wczoraj byłoby uznane za podział wyczerpujący, jutro takim może nie być.

#### Klasyfikacja realna
Powyższe uwagi pozwalają na wprowadzenie definicji klasyfikacji realnej. Oto ona:
Klasyfikacja realna jest to bądź realny podział logiczny, bądź odpowiedni układ przynajmniej dwóch różnych realnych podziałów logicznych tego samego pojęcia.

### Podział logiczny a partycja
Nie jest ani podziałem logicznym, ani podziałem realnym wymienienie elementów z jakich składa się przedmiot („partycja przedmiotu”).
Przykłady partycji, a nie podziałów logicznych:
Pies policyjny składa się ze smyczy wiodącej, obroży okalającej i psa właściwego.
Stół składa się z nóg i z blatu.